# Наводнения в Иране (2019)
Наводнения в Иране начались в марте и продолжились в апреле 2019 года, представляя собой внезапные паводки, которые затронули обширные территории Ирана, наиболее сильно проявившись в останах: Голестан, Фарс, Хузестан, Лурестан. 23 из 31 остана страны в той или иной мере пострадали от наводнений.
Международная федерация обществ Красного Креста и Красного Полумесяца приступила к оказанию помощи в сотрудничестве с Обществом Красного Полумесяца Исламской Республики Иран, предоставив 11 000 персонала для ликвидации последствий. По состоянию на апрель 2019 года от наводнений в Иране погибло по меньшей мере 70 человек и ещё свыше 790 человек получили ранения. В ходе разгона стихийной акции протеста в Хузестане и Лурестане силами Корпуса Стражей Исламской революции были застрелены 4 пострадавших от наводнения.

## Голестан и Мазендаран
20 марта 2019 года непрекращающиеся сильные ливни в останах Голестан и Мазендеран привели к наводнению, в результате которого жителям останов был причинён материальный ущерб, кроме того погибли два ребёнка.
Часть провинции Голестан получила 50-70 % от среднего количества осадков за пятидневный период. В некоторых районах зафиксировано приблизительно 300 мм осадков, что эквивалентно среднегодовому количеству осадков. Количество осадков превысило рекордные показатели за 70 лет. Наводнения в провинциях Голестан и Мазендеран стали событием, которое повторяется 1 раз в 100 лет.

## Шираз
25 марта 2019 года в результате ливневых дождей начались внезапные паводки в юго-западном Иране в окрестностях города Шираз погибли 19 человек и получили ранения более 200 человек. Жители города хотели принять участие в празднике Новруз, но получили ранение или погибли, когда их автомобили были сметены потоком воды с дорог. Ливень был непродолжительным, но большой интенсивности, прошёл двумя периодами по 15 минут каждый, однако разрушительные последствия были вызваны интенсивным дорожным движением. Метеорологическая организация Ирана предупредила о новых наводнениях, так как ожидались проливные дожди, по крайней мере, до 27 марта 2019 года. Руководитель министерства энергетики Ирана заявил, что изменение климата в том числе способствует наводнениям. По состоянию на 26 марта 2019 года 20 из 31 провинции Ирана серьёзно пострадали от наводнения, либо находятся в зоне риска.
Кратковременные, но сильные дожди вызвали внезапные паводки, которые затопило главную автомагистраль между Ширазом и Исфаханом, в результате чего погибли люди, которые отправлялись на празднование Новруза. Городские власти не предупреждали жителей Шираза о неблагоприятных погодных условиях, что способствовало гибели многих людей.

## Лурестан
3 апреля 2019 года проливные дожди привели к затоплению нескольких городов в горном остане Лурестан. Город Поль-э-Дохтар в провинции Лурестан серьёзно пострадал из-за паводковых вод. Когда вода стала убывать, то автомобили и дома остались стоять в толстых слоях грязи. Согласно отчету местной полиции: по меньшей мере 90 человек погибли в Поль-э-Дохтаре в результате наводнений. По сообщению информационного агентства Tasnim News Agency (связанного с Корпусом Стражей Исламской революции), последствия наводнения в Поль-э-Дохтаре являются «ужасающими».

## Разрушения
Наводнение привело к разрушению инфраструктуры на сотни миллионов долларов США, были разрушены не менее 314 мостов по всей стране. В той или иной степени пострадали 23 остана из 31. Сельскому хозяйству был нанесен колоссальный ущерб: к 3 апреля 2019 года потери в этом секторе экономики достигли 46 триллионов риалов (1,1 миллиарда долларов США). Экономика остана Голестана потеряла около 20 триллионов риалов (480 миллионов долларов США). По крайней мере, 25 000 домов были полностью разрушены, в то время как ещё 60 000 получили повреждения.
Заместитель председателя Организации по культурному наследию Ирана Мохамад Хоссейн Талебян сообщил 27 марта 2019 года, что «трещины на древних рельефах в Накше-Рустаме в остане Фарс стали значительно больше в размерах». По данным информации в социальных сетях, в результате наводнения образовался водопад, который уничтожил часть культурного наследия. Наводнения нанесли серьёзный ущерб городу Хорремабаду: новый мост из-за своей небольшой высоты над уровнем реки привел к тому, что улицы города были затоплены.
Мохамад Хоссейн Талебян заявил, что Персеполис остается нетронутым, так как его древние водоводы истощили паводковые воды. Древние водоводы также защитили Гробницу Кира и спасли этот памятник архитектуры от разрушения в результате наводнения. Раскопки Великой Горганской стены также пострадали из-за непосредственной близости к руслу реки, которое пострадало от наводнений. Был повреждён мост Ак-Кала на севере Ирана, а также несколько других старых мостов в Исфахане и Шуштере.

## Оказание помощи
31 марта 2019 года правительство Ирана объявило чрезвычайное положение в остане Хузестан. Президент Ирана Хасан Рухани распорядился приложить все усилия для помощи пострадавшим от наводнений. Международная федерация обществ Красного Креста и Красного Полумесяца (МФКК) начала кампанию по оказанию помощи для населения Ирана. Сайед Хашем, региональный директор МФКК по Ближнему Востоку, назвал наводнения в Иране «беспрецедентным кризисом». Иранский Красный Полумесяц выделил 11 000 человек для оказания помощи 192 000 пострадавшим от наводнений. Турецкий Красный Полумесяц направил в соседнюю страну колонну из пяти грузовиков с 320 палатками, 500 кроватями, 100 гигиеническими наборами, 1625 одеялами, 360 кухонными комплектами и 60 печами. К 3 апреля 2019 года Чрезвычайный фонд помощи в случае стихийных бедствий выделил 500 000 швейцарских франков, чтобы помочь 3000 семьям. До 1 апреля 2019 года граждане Ирана пожертвовали иранскому Красному Полумесяцу более 15 миллиардов риалов (3,7 миллиона долларов США).
После начала наводнений правительство Ирана запретило оказание помощи со стороны сторонних благотворительных организаций, сославшись на то, что все пожертвования должны быть сделаны непосредственно иранскому правительству, таким образом не допустив попадание иностранной помощи в страну. По сообщениям, губернатор провинции Голестан находился в отпуске за пределами страны во время наводнения. Власти Ирана также запретили иностранным журналистам освещать пострадавшие от наводнения районы страны.
Президент Ирана Хасан Рухани и высший руководитель Али Хаменеи подвергались резкой критике общественности за задержку в организации помощи пострадавшим. Хасан Рухани отдыхал на острове Кешм в Персидском заливе и вернулся в Тегеран, когда наводнения пошли на спад. Задержка в оказании помощи и отсутствие на местах иранских должностных лиц быстро вызвали возмущение среди жертв наводнения. Иранцы по всей стране выразили разочарование в социальных сетях хэштегом на персидском языке, переведенным как «Где Рухани?». Иранцы также начали призывать к отставке Хасана Рухани.
Многие иранцы в социальных сетях стали критиковать действия правительства по ликвидации последствий наводнений, особенно Хасана Рухани, Корпус Стражей Исламской революции и Али Хаменеи. Шведский учёный иранского происхождения Ахмад Реза Джалали, который в настоящее время находится в камере смертников по приговору Исламского революционного суда в Тегеране, дал интервью Radio Farda (финансируемому правительством США), в котором заявил, что иранские власти после Исламской революции не занимались предупреждением подобного рода природных катастроф, что привело к катастрофическим последствиям наводнения в Ширазе.